# Carebara anophthalma
Carebara anophthalma är en myrart som först beskrevs av Carlo Emery 1906.  Carebara anophthalma ingår i släktet Carebara och familjen myror. Inga underarter finns listade.